# Antonio Borosini
Antonio Borosini (um 1660 in Venedig, Republik Venedig – nach 1711 in Wien, Heiliges Römisches Reich) war ein italienischer Opernsänger (Tenor) und Komponist.

## Leben
Borosini wurde 1679 Mitglied der venezianischen Capella San Marco (Leitung: Natale Monferrato). Von dort verließ er 1686 Venedig, um nach Modena als Sänger der Herzoglichen Kapelle zu gehen. 1692 wurde er an den Kaiserlichen Hof in Wien berufen, wo er bis 1711 nachweisbar ist.
Als Opernsänger arbeitete er mindestens in der Saison 1706/07 an verschiedenen venezianischen Opernhäuser. Von seiner Arbeit als Komponist sind vier Arien erhalten geblieben, die Handschriften werden in der Bibliotheca Estensis in Modena aufbewahrt.
Sein Sohn war der Opernsänger Francesco Borosini (um 1690–nach 1725), dessen Ehefrau Rosa Borosini (um 1693–nach 1740) seine Schwiegertochter.